# Liga Narodów w piłce siatkowej mężczyzn
Liga Narodów w piłce siatkowej mężczyzn (oficjalnie: FIVB Volleyball Men's Nations League, VNL) – międzynarodowe rozgrywki w piłce siatkowej mężczyzn, organizowane corocznie od 2018 roku przez Międzynarodową Federację Piłki Siatkowej (FIVB) dla wybranych przez FIVB reprezentacji narodowych. Siatkarska Liga Narodów powstała w miejsce organizowanej w latach 1990–2017 Ligi Światowej.

## Historia
13 października 2017 roku FIVB zaprezentowała w Paryżu nowy format - Ligę Narodów - który zastąpił organizowane dotychczas Ligę Światową oraz World Grand Prix.
Pierwsza edycja odbyła się pomiędzy 25 maja a 8 lipca 2018 roku. Inauguracyjny turniej finałowy odbył się na Stade Pierre-Mauroy w Villeneuve-d’Ascq we Francji (oficjalnym miastem-gospodarzem było Lille). Pierwszym zwycięzcą Ligi Narodów została reprezentacja Rosji, która w finale pokonała reprezentację Francji 3:0.

## System rozgrywek[2]
W rozgrywkach Siatkarskiej Ligi Narodów (VNL) - zarówno kobiet jak i mężczyzn udział weźmie po 16 drużyn.
W fazie wstępnej i finałowej zarówno u kobiet jak i mężczyzn zostaną rozegrane łącznie 104 mecze, przy czym każda drużyna rozegra co najmniej 12 meczów.
Faza wstępna
Po zakończeniu poprzedniej edycji VNL 16 uczestniczących drużyny zajęły miejsca od 1 do 16, biorąc pod uwagę zarówno wyniki rozgrywek, jak i według światowy ranking FIVB. W 2023 roku każda drużyna rozegra łącznie 12 meczów podczas 3 turniejów fazy wstępnej (po 4 spotkania podczas każdego z nich) – łącznie 3 mecze z zespołami z miejsc 1-4, 3 z zespołami z miejsc 5-8, 3 z zespołami z miejsc 9-12 i 3 z zespołami z miejsc od 13 do 16.
W przypadku rozgrywek kobiecych 11 zespołów będzie stanowiło grupę stałych uczestników, a 5 drużyn to pretendenci. U mężczyzn z kolei będziemy mieli 10 drużyn jako stałych uczestników, a 6 jako pretendentów.
Osiem najlepszych drużyn zgodnie z systemem rankingowym drużyn na koniec fazy wstępnej przechodzi do fazy finałowej (ćwierćfinałów). Drużyna narodowa terytorium będącego gospodarzem imprezy będzie miała zagwarantowane miejsce w fazie finałowej bez względu na osiągnięte wyniki w fazie wstępnej.
Najsłabsza drużyna spośród grona pretendentów zarówno w zawodach kobiecych jak i męskich traci miejsce w kolejnych rozgrywkach Ligi Narodów na rzecz zwycięzcy rozgrywek Challenger Cup (w których udział biorą zwycięzcy kontynentalnych kwalifikacji).
Faza finałowa
Faza finałowa zostanie rozegrana w systemie pucharowym:
Ćwierćfinał 1: Drużyna z 1. miejsca vs. Drużyna z 8. miejsca
Ćwierćfinał 2: Drużyna zajmująca 2. miejsce w rankingu kontra drużyna zajmująca 7. miejsce
Ćwierćfinał 3: Drużyna z 3. miejsca vs. Drużyna z 6. miejsca
Ćwierćfinał 4: Drużyna zajmująca 4. miejsce w rankingu kontra drużyna zajmująca 5. miejsce
Kolejność ćwierćfinałów może ulec zmianie na wniosek Posiadaczy praw medialnych.
1. Drużyny, które nie wygrają ćwierćfinałów, zajmą miejsca od 5 do 8 w klasyfikacji końcowej VNL 2023 zgodnie z Systemem Rankingu Drużyn (w zależności od kolejności po fazie wstępnej).
2. Zwycięzca ćwierćfinału 1 rozegra mecz półfinałowy ze zwycięzcą ćwierćfinału 4, a zwycięzca ćwierćfinału 2 mecz półfinałowy ze zwycięzcą ćwierćfinału 3.
Kolejność półfinałów może ulec zmianie na wniosek Posiadaczy praw medialnych.
Zwycięzcy półfinałów zagrają o tytuł mistrza VNL, natomiast drużyny, które nie wygrają półfinałów, zagrają o 3. miejsce w rozgrywkach:
Finał o brąz: przegrany 1 półfinału kontra przegrany 2 półfinału
Finał o złoto: zwycięzca 1 półfinału kontra 2 półfinału

## Medaliści
| Edycja | Rok  | Gospodarz turnieju finałowego | 1. miejsce         | 2. miejsce         | 3. miejsce         |
| ------ | ---- | ----------------------------- | ------------------ | ------------------ | ------------------ |
| I      | 2018 | Lille                         | Rosja              | Francja            | Stany Zjednoczone  |
| II     | 2019 | Chicago                       | Rosja              | Stany Zjednoczone  | Polska             |
| —      | 2020 | rozgrywki odwołane            | rozgrywki odwołane | rozgrywki odwołane | rozgrywki odwołane |
| III    | 2021 | Rimini                        | Brazylia           | Polska             | Francja            |
| IV     | 2022 | Bolonia                       | Francja            | Stany Zjednoczone  | Polska             |
| V      | 2023 | Gdańsk                        | Polska             | Stany Zjednoczone  | Japonia            |
| VI     | 2024 | Łódź                          | Francja            | Japonia            | Polska             |
| VII    | 2025 | Ningbo                        | Polska             | Włochy             | Brazylia           |

## Klasyfikacja medalowa
| Lp.   | Reprezentacja     | Złoto | Srebro | Brąz | Razem |
| ----- | ----------------- | ----- | ------ | ---- | ----- |
| 1.    | Polska            | 2     | 1      | 3    | 6     |
| 2.    | Francja           | 2     | 1      | 1    | 4     |
| 3.    | Rosja             | 2     | 0      | 0    | 2     |
| 4.    | Brazylia          | 1     | 0      | 1    | 2     |
| 5.    | Stany Zjednoczone | 0     | 3      | 1    | 4     |
| 6.    | Japonia           | 0     | 1      | 1    | 2     |
| 7.    | Włochy            | 0     | 1      | 0    | 1     |
| Razem | Razem             | 7     | 7      | 7    | 21    |

## Miejsca w poszczególnych latach
| Reprezentacja     | 2018 | 2019 | 2021 | 2022 | 2023 | 2024 | 2025 | Starty |
| ----------------- | ---- | ---- | ---- | ---- | ---- | ---- | ---- | ------ |
| Argentyna         | 14   | 7    | 9    | 9    | 5    | 8    | 12   | 7      |
| Australia         | 13   | 13   | 16   | 16   | —    | —    | —    | 4      |
| Brazylia          | 4    | 4    | 1    | 6    | 6    | 7    | 3    | 7      |
| Bułgaria          | 11   | 12   | 15   | 14   | 15   | 14   | 10   | 7      |
| Chiny             | 15   | 16   | —    | 13   | 16   | —    | 17   | 5      |
| Francja           | 2    | 6    | 3    | 1    | 8    | 1    | 5    | 7      |
| Holandia          | —    | —    | 14   | 8    | 10   | 13   | 18   | 5      |
| Iran              | 10   | 5    | 12   | 7    | 14   | 15   | 8    | 7      |
| Japonia           | 12   | 10   | 11   | 5    | 3    | 2    | 6    | 7      |
| Kanada            | 7    | 9    | 8    | 15   | 12   | 6    | 13   | 7      |
| Korea Południowa  | 16   | —    | —    | —    | —    | —    | —    | 1      |
| Kuba              | —    | —    | —    | —    | 13   | 9    | 7    | 3      |
| Niemcy            | 9    | 14   | 13   | 12   | 11   | 11   | 14   | 7      |
| Polska            | =5   | 3    | 2    | 3    | 1    | 3    | 1    | 7      |
| Portugalia        | —    | 15   | —    | —    | —    | —    | —    | 1      |
| Rosja             | 1    | 1    | 5    | —    | —    | —    | —    | 3      |
| Serbia            | =5   | 11   | 6    | 11   | 9    | 10   | 15   | 7      |
| Słowenia          | —    | —    | 4    | 10   | 7    | 4    | 4    | 5      |
| Stany Zjednoczone | 3    | 2    | 7    | 2    | 2    | 12   | 11   | 7      |
| Turcja            | —    | —    | —    | —    | —    | 16   | 16   | 2      |
| Ukraina           | —    | —    | —    | —    | —    | —    | 9    | 1      |
| Włochy            | 8    | 8    | 10   | 4    | 4    | 5    | 2    | 7      |
| Razem             | 16   | 16   | 16   | 16   | 16   | 16   | 18   | 7      |

## Frekwencja
| Edycja | Faza grupowa | Faza grupowa | Faza grupowa | Turniej finałowy | Turniej finałowy | Turniej finałowy | Ogółem | Ogółem  | Ogółem  |
| Edycja | Mecze        | Widzów       | Średnia      | Mecze            | Widzów           | Średnia          | Mecze  | Widzów  | Średnia |
| ------ | ------------ | ------------ | ------------ | ---------------- | ---------------- | ---------------- | ------ | ------- | ------- |
| 2018   | 120          | 434 999      | 3625         | 10               | 61 626           | 6163             | 130    | 496 625 | 3820    |
| 2019   | 120          | 413 582      | 3447         | 10               | 36 227           | 3623             | 130    | 449 809 | 3460    |
| 2021   | 120          | 0            | 0            | 4                | 0                | 0                | 124    | 0       | 0       |
| 2022   | 96           | 263 983      | 2750         | 8                | 45 820           | 5728             | 104    | 309 803 | 2979    |